# Братская могила советских воинов (Коксохимическое кладбище)

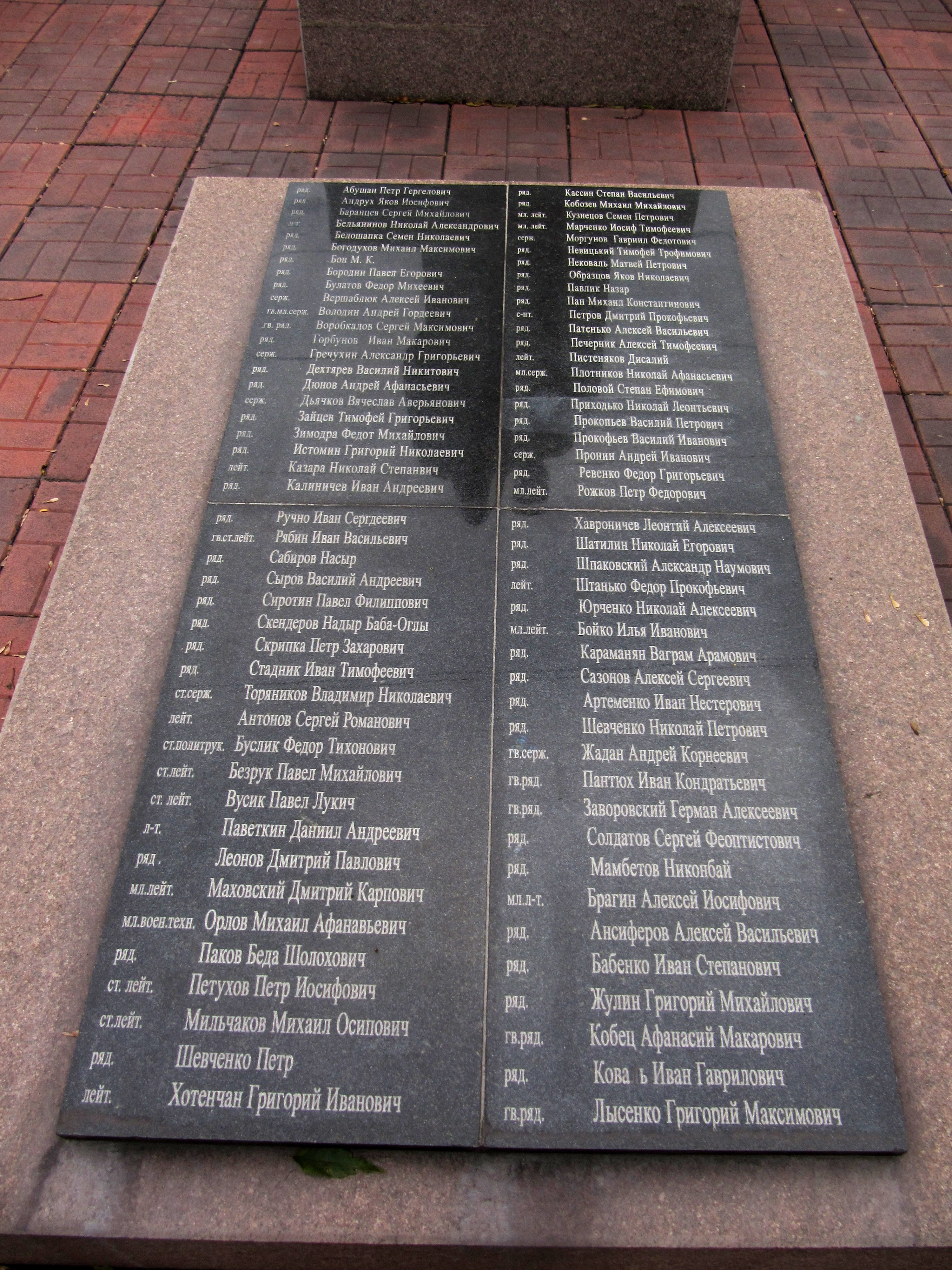

Братская могила советских воинов «Воин и скорбящая мать» — памятник Великой Отечественной войны в Металлургическом районе города Кривой Рог Днепропетровской области.

## История
В феврале 1944 года при освобождении города Кривой Рог погибли военнослужащие 20-й и 48-й гвардейских стрелковых дивизий 46-й армии 3-го Украинского фронта, которые были похоронены в братской могиле.
20 февраля 1946 года состоялось открытие памятника. На момент открытия было известно 34 фамилии похороненных бойцов.
В мае 1967 года установлен памятник «Воин с флагом и скорбная мать с венком» — массовое литьё производства Харьковского художественно-производственного комбината.
После распада СССР братская могила была в запущенном виде. Криворожский скульптор Александр Васильевич Васякин изготовил новую модель памятника — скульптурную композицию «Воин и скорбная мать», проект был утверждён городским советом.
7 мая 2010 года состоялось открытие обновлённого памятника.

## Характеристика
Расположена в Металлургическом районе Кривого Рога на территории Коксохимического кладбища. С трёх сторон окружена гражданскими захоронениями. Имеет подъезд со стороны Никопольского шоссе.
Первоначальная скульптурная группа была изготовлена из железобетона, кирпичный постамент облицован кафельными плитками, бетонное надгробие с мраморной плитой, ограждение в виде тумб, соединённых якорной цепью, участок выложен бетонными плитами. Увековечены имена 78 бойцов и командиров.

### После реставрации
Число увековеченных воинов на лабрадоритовой памятной плите увеличилось до 86 человек. Забор отсутствует, гранитный постамент, дополнительный декоративный элемент — стенки из розового гранита с обеих сторон памятника, гранитное надгробие, участок выложен тротуарной плиткой.
Железобетонная скульптурная композиция в полный рост «Воин и скорбящая мать» высотой 2,5 м. Слева расположена фигура скорбящей матери, левая рука прижата к груди, правая опущена, справа — воин со склонённой головой и плащ-палаткой на плечах, в левой согнутой руке — каска, правая рука лежит на плече женщины.